# 波士顿轻轨绿线D支线
波士顿轻轨D支线也被称作高地支线或者河滨支线，横跨美国马萨诸塞州布鲁克莱恩，终点站分别在波士顿市与牛顿市。波士顿轻轨绿线一共有4条支线，其中D支线在肯莫尔站与B、C支线分开往芬威行驶，其在波士顿市区段与B、C及E支线共用特里蒙特街地铁隧道和博伊尔斯顿街地铁隧道，其中特里蒙特街地铁隧道是美国第一条地铁隧道。D支线在城郊区域使用其专用轨道，回收利用了已废弃的波士顿及奥尔巴尼铁路公司高地支线轨道。该专用道仅为双轨，无快车道，但利用交通立體化与普通道路和高速公路分开。车站内一般设有人行道，可以直接跨过轨道。
截至2016年，D支线市区方向终点站为政府中心站，沿线很多车站可以换乘B、C、E支线前往不同目的地。市郊方向终点站为河滨站。

## 历史
D支线是波士顿最年轻的轻轨线，1958年波士顿及奥尔巴尼铁路公司的高地支线停运后，次年7月4日绿线D支线开通。支线沿线风景优美，穿过高尔夫球场、住宅区、森林、湖泊及数座小镇中心城区。而牛顿中心站和牛顿高地站为1890年代设计，建筑风格起理查森罗马式。
1964年8月，马萨诸塞湾交通局阶梯大都会交通署，D支线服务全天候开通，但周日终点站为莱希米尔站。1967年，河滨支线正式更名为D 河滨线(D Riverside)。

## 车站列表
| 地点         | 中文站名       | 英文站名          | 启用日期       | 换乘及备注                                                             |
| ------------ | -------------- | ----------------- | -------------- | ---------------------------------------------------------------------- |
| 波士顿市中心 | 政府中心       |                   | 1898年9月3日   | 波士顿地铁：波士顿地铁蓝线                                             |
| 波士顿市中心 | 公园街         |                   | 1897年9月1日   | 波士顿地铁：波士顿地铁红线 在市中心十字站： 波士顿地铁：波士顿地铁橙线 |
| 波士顿市中心 | 博伊尔斯顿     |                   | 1897年9月1日   |                                                                        |
| 后湾         | 阿灵顿         |                   | 1921年11月13日 |                                                                        |
| 后湾         | 科普利         |                   | 1914年10月3日  |                                                                        |
| 后湾         | 海因斯会议中心 |                   | 1914年10月3日  |                                                                        |
| 芬威–肯莫尔  | 肯莫尔         |                   | 1932年10月23日 | 在兰斯当站： 弗雷明汉/伍斯特线                                         |
| 芬威–肯莫尔  | 芬威           | Fenway            | 1959年7月4日   |                                                                        |
| 布鲁克莱恩   | 长木           | Longwood          | 1959年7月4日   | 临近长木医学区                                                         |
| 布鲁克莱恩   | 布鲁克莱恩村   | Brookline Village | 1959年7月4日   | 临近E支线河道站                                                        |
| 布鲁克莱恩   | 布鲁克莱恩山   | Brookline Hills   | 1959年7月4日   | 临近布鲁克莱恩高中                                                     |
| 布鲁克莱恩   | 比肯斯菲尔德   | Beaconsfield      | 1959年7月4日   | 临近C支线迪恩路站                                                      |
| 布鲁克莱恩   | 水库           | Reservoir         | 1959年7月4日   | 临近B支线栗山大道站 临近C支线终点站克利夫兰环岛站                      |
| 牛顿         | 栗山           | Chestnut Hill     | 1959年7月4日   | 临近波士顿学院和栗山购物中心 有马萨诸塞湾交通局停车场                  |
| 牛顿         | 牛顿中心       | Newton Centre     | 1959年7月4日   | 临近牛顿中心购物区                                                     |
| 牛顿         | 牛顿高地       | Newton Highlands  | 1959年7月4日   | 临近牛顿高地购物区                                                     |
| 牛顿         | 艾略特         | Eliot             | 1959年7月4日   | 有马萨诸塞湾交通局停车场                                               |
| 牛顿         | 瓦班           | Waban             | 1959年7月4日   | 有马萨诸塞湾交通局停车场                                               |
| 牛顿         | 伍德兰         | Woodland          | 1959年7月4日   | 临近牛顿-韦尔斯利医院 有马萨诸塞湾交通局停车场                         |
| 牛顿         | 河滨           | Riverside         | 1959年7月4日   | 有马萨诸塞湾交通局停车场                                               |